# Marco Emílio Paulo
Marco Emílio Paulo (em latim: Marcus Aemilius Paullus) foi um político da gente Emília da República Romana eleito cônsul em 302 a.C. com Marco Lívio Denter. Provavelmente era filho de Lúcio Emílio Mamercino Privernato, cônsul em 341 e 329 a.C.. Marco Emílio Paulo, cônsul em 255 a.C., era seu filho.

## Consulado (302 a.C.)
Foi eleito cônsul em 302 a.C. com Marco Lívio Denter. Durante seu mandato, Caio Júnio Bubulco Bruto foi nomeado ditador para enfrentar uma revolta dos équos. No mesmo ano, Emílio enfrentou, perto de Túrios, o espartano Cleônimo, filho mais novo de Cleômenes II e tio de Areu I, rei de Esparta, que estava assolando o golfo de Tarento.
| “ | Naquele ano, um frota grega sob o comando do espartano Cleônimo aportou no oeste italiano, ocupando a cidade de Túrios, no território dos salentinos. Foi enviado para enfrentá-lo o cônsul Emílio, que pôs em fuga Cleônimo depois de uma única batalha, forçando-o a se refugiar em seus navios | ” |
|   | — Lívio, Ab Urbe condita X, 2.. |   |

Neste mesmo ano, Roma assinou um tratado com os vestinos.

## Mestre da cavalaria (301 a.C.)
Em 301 a.C., Marco Valério Corvo foi nomeado novamente ditador novamente, desta vez para combater os etruscos e este foi o último ano ditatorial da história de Roma, no qual não se elegeram cônsules. Enquanto Corvo estava em Roma consultando os arúspices, seu mestre da cavalaria (provavelmente Marco Emílio Paulo) foi emboscado pelo inimigo e forçado a abandonar seu acampamento, perdendo, no processo, uma parte de seu exército. Marco Valério, que veio rapidamente para ajudá-lo, encontrou e combateu os etruscos, o que lhe valeu um novo triunfo. 